# Военная ипотека
Вое́нная ипоте́ка — механизм приобретения жилья военнослужащими в рамках накопительно-ипотечной системы жилищного обеспе́чения (НИС) в России.
Её правовые, организационные, экономические и социальные основы установлены Федеральными законами от 20 августа 2004 года № 117-ФЗ «О накопительно-ипотечной системе жилищного обеспечения военнослужащих», от 27 мая 1998 года № 76-ФЗ «О статусе военнослужащих», от 28 июня 2011 г. № 168-ФЗ «О внесении изменений в статьи 64.1 и 77 Федерального закона „Об ипотеке (залоге недвижимости)“» и Федеральный закон «О накопительно-ипотечной системе жилищного обеспечения военнослужащих», а также перечнем приказов Министра обороны, Постановлений Правительства Российской Федерации, и иных нормативных правовых актов.

## История
Обеспечение жильем военнослужащих, проходящих военную службу по контракту, является одной из актуальных проблем современного российского общества. Старая система жилищного обеспечения военнослужащих в натуре, то есть передача в собственность выходящим на пенсию военнослужащим квартиры в построенных специально для этих целей домах на практике столкнулась с существенными финансовыми издержками и техническими трудностями. Выплата субсидий на покупку жилья напротив, была успешной, но накладной бюджету. В результате в 2005 году на смену старой системы жилищного обеспечения пришла накопительно-ипотечная система, позволяющая приобретать военнослужащим жилье в собственность уже через три (фактически - через 6 лет: 3 года до права на вступление + 3 года до возможности использования) года службы.

## Законодательство
С 1 января 2005 года вступил в силу Федеральный закон «О накопительно-ипотечной системе жилищного обеспечения военнослужащих» № 117-ФЗ, который с 2009 года заработал в штатном режиме. 
Закон предоставляет военнослужащим возможность приобретения жилья в собственность с использованием инструментов ипотечного кредитования в любое время по истечении трёх лет участия в накопительно-ипотечной системе, не дожидаясь окончания срока службы. При этом на личный накопительный счёт участника накопительно-ипотечной системы перечисляются денежные средства, которые могут быть использованы на приобретения жилых помещений, в установленном порядке и на определенных законодательством условиях. Основой для создания накопительно-ипотечной системы является долгосрочный характер военной службы.
При этом перечень возможных покупок в рамках НИС не ограничивается только квартирами в многоквартирных домах - возможно приобретение жилья на стадии строительства (по договорам участия в долевом строительстве), что существенно снижает конечную стоимость квадратного метра и позволяет приобретать жилье большей площади. Также возможно приобретение домов на земельных участках, таун-хаусов и даже постройка дома по собственному проекту.

## Участники программы
Право воспользоваться НИС имеют офицеры, заключившие первый контракт о прохождении военной службы начиная с 1 января 2005 года: прапорщики и мичманы, общая продолжительность военной службы по контракту которых составляет не более трёх лет начиная с 1 января 2005 года;

сержанты и старшины, солдаты и матросы, заключившие второй контракт о прохождении военной службы не ранее 1 января 2005 года;

выпускники высших военно-учебных заведений (ВВУЗ), окончившие ВВУЗы после 1 января 2005 года и заключившие первый контракт о прохождении военной службы до 1 января 2005 года.

## Механизм программы
- стать участником накопительно-ипотечной системы (НИС) просто. Ежегодно на личный именной накопительный счет военнослужащего-участника НИС государство перечисляет определенную сумму денежных средств – эти платежи одинаковы для всех и ежегодно индексируются. В 2015 году эта сумма составила 245 880 рублей за год, то есть 20 490 руб. в месяц, без учета дохода от инвестирования накопленных средств, который также регулярно распределяется по счетам участников системы;
- через три года участия в НИС военнослужащий имеет право подать рапорт на получение свидетельства о праве на получение целевого жилищного займа (ЦЖЗ);
- получить свидетельство, указанное выше;
- подобрать недвижимость, которая соответствует собственным параметрам, требованиям Министерства обороны Российской Федерации (Минобороны России), банка и страховой компании;
- обратиться в ипотечный банк, который кредитует военнослужащих, открыть счёт и перевести средства на него с накопительного счета (пойдут на первоначальный взнос), подать заявку и перечень необходимых документов на рассмотрение.  Максимальный размер кредита в 2015 году - 2,2 миллиона рублей;
- подписать договор ЦЖЗ, который заключается между: участником НИС, банком и ФГКУ "Росвоенипотека" (создано при Минобороны России);
- осуществить сделку, которая состоит из двух этапов:

— заключение кредитного договора между военнослужащим и банком;

— заключение договора купли-продажи (вторичный рынок) или договора долевого участия (ДДУ, новостройки) на недвижимость.
- получить зарегистрированное свидетельство о праве собственности жилья на имя военнослужащего.

### Размер ежемесячного платежа
Погашение кредита по программе «Военная ипотека» осуществляет ФГКУ «Росвоенипотека» за счёт средств федерального бюджета. Размер ежемесячного платежа определяется как 1/12 (одна двенадцатая части) размера накопительного взноса участника накопительно-ипотечной системы. 

### Срок кредитования
Минимальный срок — 36 месяцев. Максимальный — до наступления 45-летнего возраста заёмщика (включительно). При этом срок кредитования не может превышать срок, указанный в свидетельстве о праве участника накопительно-ипотечной системы на получение средств целевого жилищного займа.

## Состояние и перспективы программы
По состоянию на 1 ноября 2013 года с помощью инструментов накопительно-ипотечной системы приобрели жильё более 99 тысяч военнослужащих на общую сумму почти 143 млрд рублей.
В 2009—2011 гг. на закупку квартир Минобороны тратило в среднем по 100 млрд руб. в год. С 2023 года военные будут получать жильё только по ипотеке.
С 18 мая Сбербанк изменяет условия выдачи военной ипотеки. Во-первых, снизилась на 0,4 процентных пункта ипотечная ставка, теперь она составляет 8,4% годовых. Во-вторых, увеличился максимальный размер выдаваемого кредита, теперь его размер равен 2 788 000 рублей.
В 2019 году вступили в силу изменения в законе «О накопительно-ипотечной системе жилищного обеспечения военнослужащих». В новой редакции закон расширяет перечень участников системы, к которым отнесены сержанты и старшины, солдаты и матросы, которые поступят на военную службу после 31 декабря 2019 года и общая продолжительность военной службы по контракту которых после 31 декабря 2019 года составит три года, включая продолжительность военной службы по контракту до указанной даты.

## Банки, работающие по программе «Военная ипотека»
До 2011 года кредиты по программе «Военная ипотека» выдавали только банк-партнеры Агентства по ипотечному жилищному кредитованию. На первый квартал 2013 года объёмы выданных кредитов участникам НИС распределяются следующим образом:
- АИЖК — 30,22 %
- Газпромбанк — 24,02 %
- Связь-Банк — 19,46 %
- ВТБ24 — 12,65 %
- Банк Зенит — 8,52 %
- Сбербанк России — 9,5 %.

Военнослужащими проводится аналитика банков и кредитных программ. Систематизируется информация по дополнительным потребительским кредитам, комиссиям, страховке и пр. 
На начало 2015 года в связи с экономическим кризисом и существенным ростом ключевой ставки ЦБ РФ — большинство банков прекратило кредитование военнослужащих по военной ипотеке. На 2018 год основными кредиторами являются:
Сбербанк - ставка 9,5 %
ВТБ - ставка 9,3 %
Связь-банк - ставка 9,5 %
Газпромбанк - ставка 9 %
Банк "Зенит" - ставка 9,9 %
В 2018 году "Росвоенипотека" запустила программу рефинансирования военной ипотеки, позволяющая снизить ставку участникам (НИС), взявшим кредит в период кризиса. Военнослужащим это позволит избавиться от дополнительных платежей после окончания службы, которые возникли из-за недофинансирования программы в 2016 году и "плавающих" ставок.